# Pébié
Pébié è un arrondissement del Benin situato nella città di Pèrèrè (dipartimento di Borgou) con 4.241 abitanti (dato 2006).